# تعاليم الكنيسة

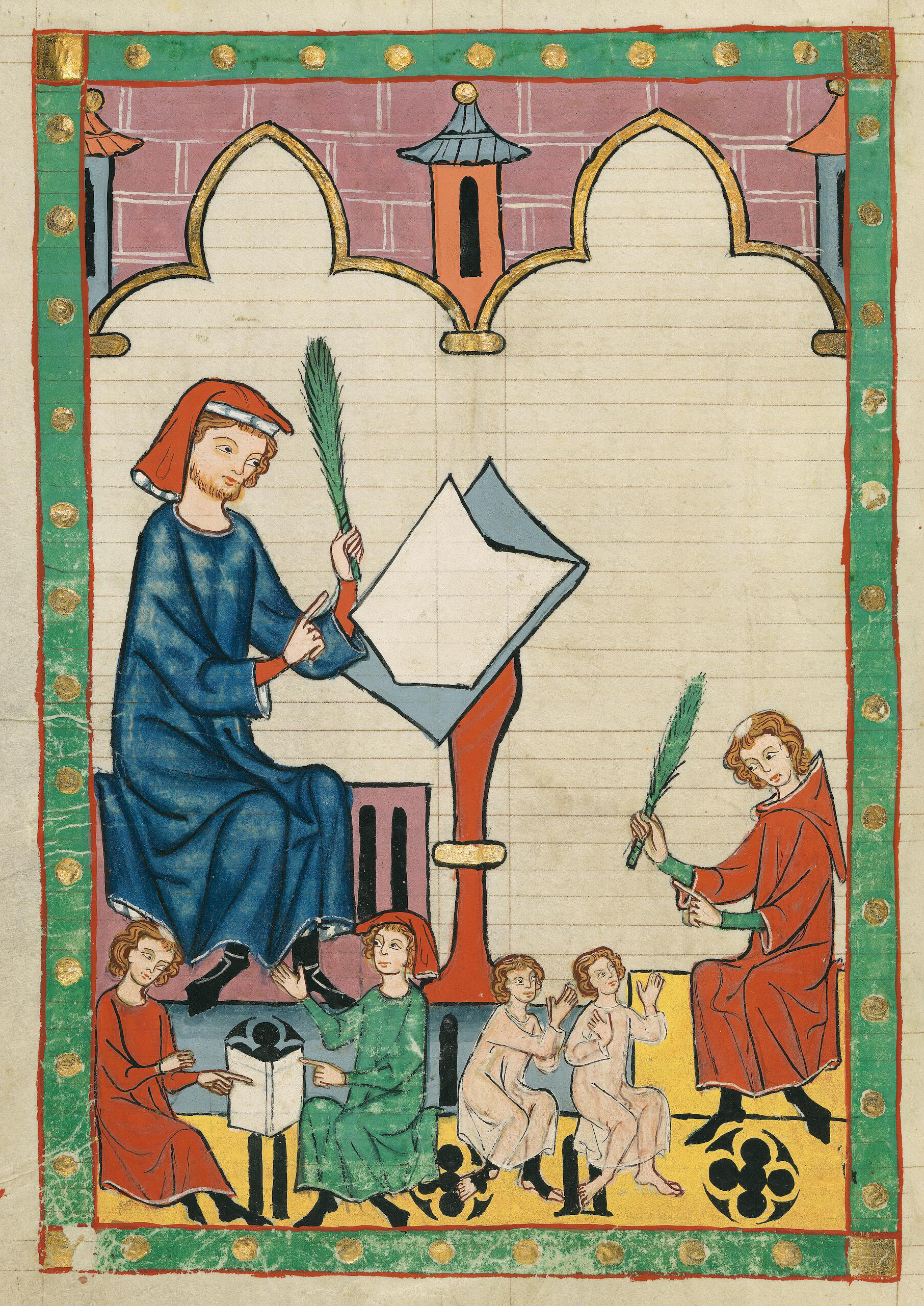

تعاليم الكنيسة أو الكتاكيزم (باليونانية: κατηχισμός)‏، حرفيا: يُسمع للأسفل. هو مصطلح يطلق على أسلوب مختصر لتعليم العقائد المسيحية. غالبا ما تظهر تعليم الكنيسة في شكل أسئلة وأجوبة مختصرة وخاصة في المسيحية الغربية.
استعملت الحركات الإصلاحية البروتستانتية طريقة الأسئلة والأجوبة في نشر تعليمها بين الكاثوليك وهو الأمر الذي أدى إلى انتشار البروتستانتية بشكل سريع.